# Teyssieu
Teyssieu település Franciaországban, Lot megyében. Lakosainak száma 163 fő (2022. január 1.). Teyssieu Cornac, Estal, Laval-de-Cère és Sousceyrac-en-Quercy községekkel határos.

## Népesség
A település népessége az elmúlt években az alábbi módon változott:
| Lakosok száma | 408  | 272  | 222  | 192  | 185  | 179  | 173  | 167  | 166  | 163  |
|               | 1968 | 1982 | 1990 | 2006 | 2013 | 2015 | 2017 | 2019 | 2020 | 2022 |